# Stefan Gandler
Stefan Gandler (né en 1964 à Munich) est philosophe et spécialiste des sciences sociales . Il a étudié à Goethe Universität Frankfurt et vit au Mexique depuis 1993,

## Biographie
Gandler a étudié la philosophie, les études latino-américaines, les langues et littératures romanes et les sciences politiques à Frankfurt / Main, entre autres avec Alfred Schmidt, et il a été président du Comité Général des Étudiants de Frankfurt (AStA) en 1989/90.
1997 Stefan Gandler a obtenu son doctorat avec une thèse sur la philosophie sociale contemporaine au Mexique, qui a été traduite en deux langues. 1997 Gandler a été titulaire comme professeur de théorie sociale et de philosophie sociale à l' Universidad Autónoma de Querétaro (UAQ) et occupe ce poste jusqu'à aujourd'hui, et depuis 2008, il est en outre professeur invité permanent en philosophie à l' Universidad Nacional Autónoma de México. Gandler est également, depuis 2001, membre du Sistema Nacional de Investigadores (catégorie 3) et a fondé en 2012 le Projet de recherche sur la Théorie critique des Amériques du Conseil national de la science et de la technologie (CONACYT) . Gandler est depuis 2007 président du groupe académique Modernité, développement et région de la Secretaría de Educación Pública (SEP/Prodep). (SEP)  Au cours de ses années sabbatiques, il a fait des recherches et enseigné à l' Universität Frankfurt am Main (2001/2002), à l' University of California, Santa Cruz (2009/2010),, au Tulane University, Nouvelle-Orléans (2015/2016) et au Universität Innsbruck (2021/2022).
Les principaux reseaux de recherche de Stefan Gandler sont la théorie critique de l'École de Francfort, le marxisme critique occidental, la philosophie en Amérique latine, la critique de l'idéologie et Walter Benjamin. Il a également travaillé comme traducteur de textes philosophiques entre l'espagnol et l'allemand et a publié des textes sur l'Allemagne d'aujourd'hui et le national-socialisme. Gandler travaille sur une confrontation conceptuelle productive entre la théorie critique de l'École de Francfort et ses développements contemporains en Amérique latine, par exemple du philosophe équatorien-mexicain Bolívar Echeverría, essayant de surmonter les limites des deux: l' eurocentrisme philosophique dans le premier cas, et la critique réduite de l'idéologie dans le second. Dans ce contexte, il utilise également l'interprétation non dogmatique des œuvres de Karl Marx, du philosophe hispano-mexicain Adolfo Sánchez Vázquez, et celle du successeur de Horkheimer Alfred Schmidt.
En 2021 Gandler reçoit le Bolívar Echeverría Prize de la International Herbert Marcuse Society pour son livre Marxismo crítico en México. Adolfo Sánchez Vázquez y Bolívar Echeverría.

## Travaux principaux

### En Français
- Reification versus ethos moderne. Conscience quotidienne en Georg Lukács et Bolívar Echeverría. En: Actuel Marx en Ligne, Paris, novembre de 2003, nº 26.1
- Pourquoi l’ange de l’histoire regarde-t-il vers l’arrière? Traduit par Marc Sagnol. Dans: Les Temps Modernes. Paris, ans 58, nº 624, mai–juin–julie 2003,  (ISSN 0040-3075), pp. 54–74.
- Bolívar Echeverría pour les débutants: entretien avec Stefan Gandler. (Entretien realizé par Mario Rodas.) Dans: Semillasdelsur.	Théorie et discours critique en Amérique latine. Paris, 24 de novembre 2017.
- Préface à la présente édition.  Dans: Adolfo Sánchez Vázquez Philosophie de la praxis. Paris, Éditions Delga, 2020.  (ISBN 978-2-37607-180-8), pp. 5-42.

### Livres
- Wolfgang Pohrt, Klaus Bittermann, Stefan Gandler et al., Gemeinsam sind wir unausstehlich. Die Wiedervereinigung und ihre Folgen. Berlin: Édition Tiamat, 1990. 159 pp. (ISBN 3-923118-42-2) (2e édition: 1992).
- Peripherer Marxismus. Kritische Theorie in Mexiko. Argument, Hambourg / Berlin 1999, (ISBN 3-88619-270-9), DNB 95744995X .
  - Traduction espagnole: Marxismo crítico en México. Adolfo Sánchez Vázquez y Bolívar Echeverría. Traduit par Stefan Gandler, avec la collaboration de Max Rojas et Marco Aurelio García Barrios. Pref. par Michael Löwy . México, Fondo de Cultura Económica / Universidad Nacional Autónoma de México / Universidad Autónoma de Querétaro, 2007, (ISBN 978-968-16-8404-4) . (2e réimpression: 2015) (1ère édition de livre électronique (ISBN 978-607-16-2859-6)).
  - Traduction anglaise: Critical Marxism in Mexico. Adolfo Sánchez Vázquez and Bolívar Echeverría. Traduit par George Ciccariello-Maher et Stefan Gandler. Pref. par Michael Löwy . Leiden / Boston: Brill, 2015, 467 pages.  (ISBN 978-90-04-22428-5) . Édition à couverture souple: Haymarket Books, Chicago, 2016.  (ISBN 978-1-60846-633-7).
  - Nouvelle édition mise à jour et augmentée de l'originale en allemand: Kritischer Marxismus in Mexiko. Adolfo Sánchez Vázquez und Bolívar Echeverría. Zu Klampen, Lüneburg 2023,  (ISBN 978-3-86674-838-5).
- Materialismus und Messianismus. Zu Walter Benjamins Thesen "Über den Begriff der Geschichte" . Bielefeld, Aisthesis, 2008, (ISBN 978-3-89528-695-7) .
- Fragmentos de Frankfurt. Ensayos sobre la Teoría crítica. Siglo XXI Editores, México 2009, (ISBN 978-607-03-0070-7) . (2e réimpression: 2013) (2e édition, révisée, sous forme de livre électronique: 2013, (ISBN 978-607-03-0402-6) )
  - Traduction allemande: Frankfurter Fragmente. Essais zur kritischen Theorie. Traduit par Dorothea Hemmerling, Stefan Gandler. Frankfurt / Main: Lang, 2013, (ISBN 978-3-631-63400-4) .
- Patricia Palacios Sierra, Alfonso Serna Jiménez, Stefan Gandler, Modernidad y diferencia. Reflexiones conceptuales y estudios empíricos en género y territorio. Mexique: Porrúa, 2010, (ISBN 978-6-07-401243-9) .
- El discreto encanto de la modernidad. Ideologías contemporáneas y su crítica. Siglo XXI Editores / Universidad Autónoma de Querétaro, México 2013, (ISBN 978-607-03-0479-8).
  - Traduction allemande: Der diskrete Charme der Moderne. Zeitgenössische Ideologien und ihre Kritik. Pref. Michael Löwy. Münster, Lit-Verlag, 2020,  (ISBN 978-3-643-14743-1).
- Teoría crítica: imposible resignarse. Pesadillas de represión y aventuras de emancipación. (Ed.) Miguel Ángel Porrúa / Universidad Autónoma de Querétaro, México 2016, (ISBN 978-607-524-029-9) .
- Teoría crítica desde las Américas. (Ed.) Miguel Ángel Porrúa / Universidad Autónoma de Querétaro, México 2021,  (ISBN 978-607-524-444-0) .

### Essais
- Tesis sobre diferencia e identidad. Dans: Dialéctica. Revista de la Benemérita Universidad Autónoma de Puebla. Puebla, ans 23, nº 32, printemps 1999, pp. 109–116.  (ISSN 0185-7770).
  - Traduction anglaise: Difference and identity. Dans: Lo Straniero. Journal of IMISE, Naples, year 14, nº 29, May 1999, pp. 16–18.  (ISSN 1123-8542).
  - Traduction italienne: Dialettica dell‘identità. Translated by Nunzia Augeri. Dans: Marxismo oggi. Rivista quadrimestrale di cultura e politica. Milano: Teti Editore, Jan.-April 2006, nº 1, pp. 48–57.  (ISSN 0393-3741).
  - Traduction Turque: Kimlik diyalektiği. Translated by Denize Kanit. Dans: Felsefelogos, Bulut Yayınevi, Istanbul, year 10, nº 30/31, 2006-2/3, pp. 321–326.  (ISBN 975-286-219-5).
- Mestizaje cultural y ethos barroco. Una reflexión intercultural a partir de Bolívar Echeverría. Dans: Itinerarios. Revista de estudios lingüísticos, literarios, históricos y antropológicos, Warsaw: University of Warsaw, Instituto de Estudios Ibéricos e Iberoamericanos, nº4, 2001, pp. 77-98.  (ISSN 1507-7241).
  - Traduction allemande: Zum Ethos-Begriff in der heutigen lateinamerikanischen Philosophie. Dans: Deutsche Zeitschrift für Philosophie. Berlin: Akademie-Verlag, November 2006, year 54, nº 5, pp. 767-783.  (ISSN 0012-1045).
- ¿Por qué el Ángel de la Historia mira hacia atrás? Dans: Utopía y Praxis Latinoamericana. Revista internacional de Filosofía Iberoamericana y Teoría Social, Maracaibo, Venezuela Universidad del Zulia, año 8, númº20, enero-marzo 2003, pp. 7-39.  (ISSN 1316-5216).
  - Traduction francaise: * Pourquoi l’ange de l’histoire regarde-t-il vers l’arrière? Traduit par Marc Sagnol. Dans: Les Temps Modernes. Paris, ans 58, nº 624, mai–juin–julie 2003,  (ISSN 0040-3075), pp. 54–74.
  - Traduction anglaise: The Concept of History in Walter Benjamin's Critical Theory. Dans: Radical Philosophy Review. Radical Philosophy Association, San Francisco, CA, vol. 13, nº 1, 2010,  (ISSN 1388-4441), pp. 19–42.
  - Traduction italienne: "Perché l’angelo della storia guarda indietro?" En: Marxismo oggi. Rivista quadrimestrale di cultura e politica, Milano, Teti Editore, spring 2004, nº 1, pp. 111-134.
  - Traduction czeque: Proč se anděl dějin hledí zpět? Dans: Filosofický časopis. Filosofický ústav Akademie věd České republiky. Prague, Czech Republic, year 55, nº 5, automne 2007, pp. 645-671 (abstract) (complete text)
  - Traduction turque: Tarih Meleği Neden Geriye Bakiyor? Dans: Cogito. Üç Aylık Düşünce Dergisi, Istanbul, Turkey, Yapi Kredi Yayinlari, nº 52, fall 2007, pp. 161-181 (part 1)., Tarih Meleği Neden Geriye Bakiyor? II. Bölüm. Dans: Cogito, nº 59, été 2009 (part 2).
  - Traduction chinoise translation: Ｗ.本雅明批判理论中的历史概念 [W. Běn yǎmíng pīpàn lǐlùn zhōng de lìshǐ gàiniàn. Dans: 学 习 与 探 索 [Xuéxí yǔ tànsuǒ] [Study & Exploration], Harbin, Province Heilongjiang, China, Academy of Social Sciences at Heilongjiang, nº 5, vol. 262, 2017.]
- ¿Quién es Bolívar Echeverría?. Dans: La Jornada Semanal, supplement of La Jornada. México, nº 805, août 8, 2010, pp. 5–7.
  - Traduction anglaise:, resumée: In Memoriam – Bolívar Echeverría. Dans: International Sociology. Journal of the International Sociological Association. Sage, London, vol. 26, nº 2, mars 2011,  (ISSN 0268-5809), pp. 266–267.
- Razón, sociedad y Estado en la Filosofía del Estado de Hegel. Dans: Carlos Oliva Mendoza (ed.), Hegel: la ciencia de la experiencia. México: UNAM, Facultad de Filosofía y Letras, 2010, pp. 139–161.  (ISBN 9786070215650).
  - Traduction anglaise:: Society and State in Marcuse and Hegel. Dans: Philosophy Study, New York, N.Y., janvier  2014, vol. 4, nº 1, pp. 55–67.  (ISSN 2159-5313).
- Alfred Schmidt. Dans: La Jornada Semanal, supplement of La Jornada, México, nº 916, 23 de septembre 2012, p. 16.
  - Traduction anglaise, resumée: In memoriam Alfred Schmidt. Dans: International Sociology. Journal of the International Sociological Association. Sage, London, vol. 28, nº 2, mars 2013,  (ISSN 0268-5809), pp. 248–249.
- Adolfo Sánchez Vázquez: rebelión, antifascismo y enseñanza. Dans: La Jornada Semanal, supplement of La Jornada, México, nº 865, Ooctobre 2, 2011, pp 8–10.
- Juárez y el liberalismo político mexicano. Aportaciones emancipadoras desde las Américas. Dans: Revista Internacional de Pensamiento Político, Huelva/Sevilla: Fundación Tercer Milenio/Universidad de Huelva/ Universidad Pablo de Olavide, vol. 8, 2013, pp. 233–250.  (ISSN 1885-589X).
- The quadruple modern Ethos: Critical Theory in the Americas. Dans: APA Newsletter on Hispanic/Lantino Issues in Philosophy, Newark, DE: American Philosophical Association/University of Delaware, vol. 14, nº. 1, automne 2014, pp. 2–4.  (ISSN 2155-9708).
- Subject and identity in today’s Latin American philosophy. Bolívar Echeverría: cultural studies and linguistics.  Dans: Interculture philosophy. Journal for Philosophy and its Cultural Context. nº 1, 2015,  (ISSN 2363-6815), pp. 25–53.
- A Critical Praxis from the Americas. Thinking about the Zapatistas in Chiapas with Herbert Marcuse, Bolivar Echeverría, and Adolfo Sánchez Vázquez. Dans: Funke, Lamas and Wolfson (eds.), The Great Refusal: Herbert Marcuse and Contemporary Social Movements, Philadelphia, PA: Temple University Press, 2017.  (ISBN 978-1-4399-1303-1).
- Etnocentrism and Critical Theory. Two cases: United States and Mexico.  Dans: Comunicações. Revista do Programa de Pós Graduação em Educação da Universidade Metodista de Piracicaba. Piracicaba, SP, Brésil, ans 24, nº. 2, mai-août 2017,  (ISSN 0104-8481), pp. 33-56.
- Praxis, Nature, Labour.  Dans: Beverley Best, Werner Bonefeld, Chris O'Kane, Neil Larsen (eds.) The SAGE Handbook of Frankfurt School Critical Theory. Thousand Oaks, CA/London, Sage Publications, 2018.  (ISBN 978-1-4739-5334-5), pp. 734-749.
- Adolfo Sánchez Vázquez: Philosophy of Praxis as Critical Theory.  Dans: Beverley Best, Werner Bonefeld, Chris O'Kane, Neil Larsen (eds.) The SAGE Handbook of Frankfurt School Critical Theory. Thousand Oaks, CA/London, Sage Publications, 2018.  (ISBN 978-1-4739-5334-5), pp. 448-464.
- Claude Lanzmanns «Shoah» und meine Generation in Alemania. Dans: S:I.M.O.N. Shoah: Intervention. Methods. Documentation. Vienna Wiesenthal Institute of Holocaust Studies, Viena, vol. 5, nº. 1, juin 2019, pp. 101-114.  (ISSN 2408-9192).
- Sprechen und Hören im Spätkapitalismus. Reflektionen zur kritischen Theorie Bolívar Echeverrías.  Dans: Zeitschrift für kritische Theorie. Lüneburg, Allemagne, ans 25, nº. 48/49, octobre-novembre 2019,  (ISSN 0945-7313), pp. 117-144.
- Cuatro encuentros con Bolívar Echeverría.  Dans: La Jornada Semanal. Supplément de La Jornada. México, nº. 1320, 21 juin 2020, p. 12.
- Préface à la présente édition.  Dans: Adolfo Sánchez Vázquez Philosophie de la praxis. Paris, Éditions Delga, 2020.  (ISBN 978-2-37607-180-8), pp. 5-42.
- 历史风气，资本主义现代性的四重风气和巴洛克风情。 B.Echeverría 对美洲批判理论的贡献. [Historical Ethos, Quadruple Ethos of the Capitalist Modernity and Baroque Ethos. Contributions of B. Echeverría for A Critical Theory from the Americas.] In: 当代国外马克思主义评论 [Contemporary Marxism Review. The journal of the Center for Contemporary Marxism Abroad], Shanghai, Fudan University Press, Nr. 23, 2022, S. 86–122.
- 阿道弗·桑切斯·巴斯克斯的实践哲学.; [Adolfo Sánchez Vázquez's Philosophy of Praxis.] In: 当代国外马克思主义评论 [Contemporary Marxism Review. The journal of the Center for Contemporary Marxism Abroad], Shanghai, Fudan University Press, Vol. 35, Nr. 4, 2024, S. 434-455.

### Conférences télévisées
- Javier Laso, Stefan Gandler, Palabra Suelta: Bolívar Echeverría, ( 2me partie ). Dans: ECTV (Ecuador TV), 14 juillet 2010.
- Ismael Carvallo, Stefan Gandler, Marxismo crítico en México. Adolfo Sánchez Vázquez y Bolívar Echeverría . Dans: Plaza de Armas, nº 92, Canal Capital21, México, 15 février 2012.
- Alfredo Rodríguez, Stefan Gandler, Teoría crítica: imposible resignarse. Pesadillas de represión y aventuras de emancipación . Dans: Presencia universitaria, TV UAQ, Universidad Autónoma de Querétaro, 7 février 2018, canal 24.1.
- Teoría crítica desde la Américas . Dans: Presencia universitaria, TV UAQ, Universidad Autónoma de Querétaro, 26 septembre 2018, canal 24.1.
- La teoría crítica de Theodor W. Adorno en su 50 aniversario luctuoso . Dans: Presencia universitaria, TV UAQ, Universidad Autónoma de Querétaro, 14 août 2019, canal 24.1.
- David Antonio Jiménez , Stefan Gandler, Aportaciones filosóficas y socio teóricas de Bolívar Echeverría . Dans: Presencia universitaria, TV UAQ, Universidad Autónoma de Querétaro, 2 janvier 2020, canal 24.1.
- David Antonio Jiménez , Stefan Gandler, La teoría crítica de Walter Benjamin . Dans: Presencia universitaria, TV UAQ, Universidad Autónoma de Querétaro, 14 mai 2020, canal 24.1.

## Littérature secondaire (sélection)
En anglais
- Willem Assies: (Revue de: S. Gandler, Critical Marxism in Mexico. Adolfo Sánchez Vázquez et Bolívar Echeverría. Gandler, Stefan: Peripherer Marxismus. Kritische Theorie in Mexiko. Dans: Thesis Eleven. Théorie critique et sociologie historique. Australie, nº 71, nov. 2002, p. 133–139.
- Michael Löwy, En un coup d'œil: Stefan Gandler, Marxismo crítico en México: Adolfo Sánchez Vázquez y Bolívar Echeverría. Dans: Sociologie internationale. Journal de l'Association internationale de sociologie, Sage Publications, Londres, vol. 23, nº 2, mars 2008, p. 235.  (ISSN 0268-5809).
- Carlos Alberto Sánchez, de l'éditeur. Dans: APA Newsletter on Hispanic / Latino Issues in Philosophy, American Philosophical Association, University of Delaware, Newark, DE, vol. 14, nº 1, automne 2014, p. 1.  (ISSN 2155-9708).
- Javier Sethness, Stefan Gandler: Marxisme critique au Mexique. Adolfo Sánchez Vázquez et Bolívar Echeverría. Dans: Marx & Philosophy. Examen des livres. Cantorbéry, 25 ans. Novembre 2016.
- Arnold L. Farr, Revue du marxisme critique au Mexique: Adolfo Sánchez Vázquez et Bolivar Echeverría (Haymarket). Dans: Latéral. Journal de l'Association des études culturelles. núm. 6.1, Chicago, IL, 2017, (ISSN 2469-4053).
- Jake M. Bartholomew, Stefan Gandler's Renewal of Critical Theory from Latin America. Dans: The Journal of Speculative Philosophy. vol. 37, nº 3, University Park, PA, 2023, pp. 308-318.  (ISSN 1527-9383).

En espagnol (critiques de livres)
- Levy del Águila, Stefan Gandler: Marxismo crítico en México: Adolfo Sánchez Vázquez y Bolívar Echeverría ). Dans: Areté. Revista de Filosofía, Pontificia Universidad Católica del Perú, Departamento de Humanidades, vol. 20, nº 2, 2008, p. 335–344.  (ISSN 1016-913X).
- José Cepedello Boiso, Marxismo crítico en México . Dans: Revista Internacional de Pensamiento Político, Fundación Tercer Milenio / Universidad de Huelva / Universidad Pablo de Olavide de Sevilla, vol. 4, 1er semestre 2009, pp. 231–233.  (ISSN 1885-589X).
- Jaime Torres Guillén, Praxis y ethos moderno como crítica al eurocentrismo . Dans: Desacatos. Revista de Antropología Social, Mexico, Centro de Investigaciones y Estudios en Antropología Social, nº 30, mai-août 2009, p. 178–185. (ISSN 1405-9274).
- Israel Sanmartín, Marxismo crítico en México: Adolfo Sánchez Vázquez y Bolívar Echeverría . Dans: Memoria y civilización. Anuario de Historia, Universidad de Navarra, Pamplona, España, nº 13, 2010, p. 124-127.  (ISSN 1139-0107).
- Julio Boltvinik, Fragmentos de Frankfurt. Ensayos sobre la Teoría crítica (Partie 1). Dans: La Jornada, Mexico, 5 novembre 2010, p. 26. (Partie 2: 12 novembre, p. 32.)
- Aureliano Ortega Esquivel, Stefan Gandler, Fragmentos de Francfort. Ensayos sobre la Teoría crítica. Dans: Diánoia. Revista de Filosofía. Instituto de Investigaciones Filosóficas, Universidad Nacional Autónoma de México, Mexico, Vol. 57, nº 68, mai 2012, p. 220–224.
- Lissette Silva Lazcano, Stefan Gandler (2013), El discreto encanto de la modernidad. Ideologías contemporáneas y su crítica. Dans: Signos Filosóficos . Universidad Autónoma Metropolitana Iztapalapa, Mexico, nº 33, janvier-juin 2015, p. 126–131.  (ISSN 1665-1324).
- Rebeca Pérez León, Stefan Gandler, El discreto encanto de la modernidad. Ideologías contemporáneas y su crítica . Dans: Estudios Sociológicos. Centro de Estudios Sociológicos, Colegio de México, Mexico, an 34, nº 101, mai-août 2016, p. 432–441.
- Bernardo Cortés Márquez, Sobre un pequeño desencantamiento de Occidente . Dans: Metapolítica . Benémerita Universidad Autonoma de Puebla, Pubela, Mexique, nº 95, novembre 2016.

En allemand (critiques de livres)
- Christoph Görg: Gandler, Stefan: Marxisme périphérique. Dans: Périphérie. Zeitschrift für Politik und Ökonomie in der Dritten Welt , Berlin, 2000, nº 8. pp. 112–115.
- Jörg Nowak: Gandler, Stefan: Marxisme périphérique. Kritische Theorie à Mexiko. Dans: Das Argument. Zeitschrift für Philosophie und Sozialwissenschaften. Hambourg, Berlin, année 43, vol. 242, nº 4/5, 2001, (ISSN 0004-1157), pp. 710–711.
- Hans Schelkshorn: Undogmatischer Marxismus in Mexiko. Dans: Polylog. Zeitschrift für interkulturelles Philosophieren. Vienne, nº 7, 2001, pp. 96–97.
- Jörg Nowak: Gandler, Stefan, Frankfurter Fragmente. Essais zur kritischen Theorie, Peter Lang, Francfort / M 2013 . Dans: Das Argument. Zeitschrift für Philosophie und Sozialwissenschaften. Hambourg / Berlin, année 57, vol. 311, nº 1, 2015, (ISSN 0004-1157), pp. 113–115.